# TV Allstars
TV Allstars war ein Benefizprojekt mehrerer deutscher Popsänger zur Weihnachtszeit 2003. Zusammen coverten sie den Band-Aid-Song Do They Know It’s Christmas? aus dem Jahr 1985 und nahmen ein Album mit Weihnachtsliedern auf. Ein Teil des Erlöses ging an die SOS-Kinderdörfer weltweit. 2004 wurden Single und Album in Deutschland mit je einer Goldenen Schallplatte für insgesamt 250.000 verkaufte Einheiten ausgezeichnet.

## Beteiligte Künstler
Für das Projekt fanden sich ausschließlich Künstler zusammen, die durch Castingshows verschiedener Sender in Deutschland bekannt geworden waren (Popstars, Deutschland sucht den Superstar und Star Search).
- No Angels
- Bro’Sis
- Preluders
- Overground
- Jessica Wahls
- Martin Kesici
- Thomas Wohlfahrt
- Michael Wurst
- Nektarios Bamiatzis
- Fabrizio Levita
- Stefanie Krämer
- Daniel Siegert
- Lil’O
- Senta-Sofia Delliponti